# Marco Giallini
Marco Giallini, né le 4 avril 1963 à Rome, est un acteur italien de théâtre, de cinéma et de télévision.

## Biographie
Marco Giallini naît dans une famille ouvrière. Dans son enfance, il effectue différents travaux, comme celui de blanchisseur ou de vendeur de boissons. Au début des années 1980, il fait partie d'un groupe de musique, les Sandy Banana & The Monitors, qui reprend des morceaux des Joy Division,.
En 1985, il s'inscrit à l'école d'art dramatique La scaletta de Rome. Entre 1988 et 1996, il a l'occasion de travailler avec certains des plus grands noms du théâtre italien :Arnoldo Foà, Ennio Coltorti (it), Adriano Vianello , Maurizio Panici et Angelo Orlando.
Il commence au cinéma en 1986 avec une apparition non créditée dans Grandi magazzini de Castellano et Pipolo,. Il obtient son premier rôle significatif en 1995, dans L'anno prossimo vado a letto alle dieci (it), le premier film d'Angelo Orlando. En 1998, le réalisateur Marco Risi, qui l'a remarqué au théâtre, lui offre un rôle dans L'ultimo capodanno, où il interprète le mari de Monica Bellucci,.
À partir de la fin des années 1990, il commence sur le petit écran. En 1999, il joue le rôle de l'agent de police Saverio Ceccarelli dit Agamemnon) dans la mini-série en deux épisodes Operazione Odissea (it). Le succès public arrive en 2008 avec le rôle de Il Terribile dans la série télé Romanzo criminale.
En 2012, il remporte le Ruban d'argent du meilleur acteur dans un second rôle pour ses interprétations dans A.C.A.B.: All Cops Are Bastards de Stefano Sollima et Posti in piedi in paradiso de Carlo Verdone. En 2016, il obtient avec l'ensemble de la distribution du film le Ciak d'oro du meilleur acteur principal pour Perfetti sconosciuti de Paolo Genovese.
À partir de 2016, il interprète le personnage principal dans la série télévisée policière Rocco Schiavone de Michele Soavi tirée des romans d'Antonio Manzini.

### Vie privée
De sa femme Loredana, épousée en 1993, il a eu deux fils, Rocco et Diego, nés respectivement en 1998 et en 2004. En juillet 2011, il perd son épouse, frappée d'une hémorragie cérébrale.

## Filmographie partielle

### Cinéma
- 1998 : L'ultimo capodanno de Marco Risi : Enzo
- 2000 : Almost Blue d'Alex Infascelli : Sarrina
- 2004 : À corps perdus de Sergio Castellitto : Manlio
- 2004 : Il siero della vanità d'Alex Infascelli
- 2005 : Performers de Vincenzo Terracciano (it) : Dante Salimbene
- 2006 : L'Ami de la famille de Paolo Sorrentino : Attanasio
- 2008-2010 : Romanzo criminale de Stefano Sollima : Terrible
- 2010 : Tutti al mare (it) de Matteo Cerami (it) : Maurizio
- 2010 : Io, loro e Lara de Carlo Verdone
- 2010 : La bellezza del somaro de Sergio Castellitto : Duccio
- 2012 : Una famiglia perfetta de Paolo Genovese : Fortunato
- 2012 : A.C.A.B.: All Cops Are Bastards de Stefano Sollima : Mazinga
- 2012 : Posti in piedi in paradiso de Carlo Verdone : Domenico Segato
- 2014 : C'est la faute de Freud de Paolo Genovese : Francesco
- 2016 : Perfetti sconosciuti de Paolo Genovese : Rocco
- 2016 : Assolo de Laura Morante
- 2017 : Tout mais pas ça ! d'Edoardo Falcone : Tommaso
- 2018 : Pardonne-nous nos dettes d'Antonio Morabito : Franco
- 2022 : Il Principe di Roma d'Edoardo Maria Falcone
- 2025 : Follemente de Paolo Genovese

### Télévision
- 2008 - 2010 : Romanzo criminale de Stefano Sollima (série)
- 2016 - en cours : Rocco Schiavone de Michele Soavi (série)